# Lilltjärnen (Björna socken, Ångermanland)
Lilltjärnen är en sjö i Örnsköldsviks kommun i Ångermanland och ingår i Gideälvens huvudavrinningsområde.